# Villa rustica de la Cluj-Napoca
Villa rustica este situată în apropierea municipiului Cluj-Napoca din județul Cluj, pe Dealul Lombului, la nord de cartierele Dâmbul Rotund și Iris. 

## Legături exerne
- Roman castra from Romania (includes villae rusticae) - Google Maps / Earth Arhivat în 5 decembrie 2012, la Archive.is